# トム・アーウィン
トム・アーウィン（Tom Irwin、1956年6月1日 - ）はアメリカ合衆国出身の俳優。

## 来歴・人物
イリノイ州ピオリア生まれ。イリノイ大学卒業。1979年にステッペンウルフ・シアター・カンパニーへ所属。
テレビシリーズにおける代表作は『アンジェラ15歳の日々』のグラハム・チェイス役と『デビアスなメイドたち』のエイドリアン・パウエル役。

## 主な出演作品

### 映画
- 愛と栄光への日々/ライト・オブ・デイ Light of Day (1987)
- ミッドナイト・ラン Midnight Run (1988)
- メン・ドント・リーブ Men Don't Leave (1990)
- マンディのために… In the Best Interest of the Child (1990)
- 幸せの向う側 Deceived (1991)
- レディ・キラー Ladykiller (1992)
- ジェニファー・ロペスの救命看護 Nurses on the Line: The Crash of Flight 7 (1993)
- 心のままに Mr. Jones (1993)
- 明日に向かって アンナの幸せの作りかた A Step Toward Tomorrow (1996)
- 青い目撃者 In Quiet Night (1998)
- オゾンクライシス The Sky's on Fire (1999)
- ホーンティング The Haunting (1999)
- スノーホワイト/白雪姫 Snow White (2001)
- 21グラム 21 Grams (2003)
- マーリー 世界一おバカな犬が教えてくれたこと Marley & Me (2008)
- ブリングリング The Bling Ring (2011)

### テレビドラマ
- クライム・ストーリー Crime Story (1986)
- アンジェラ15歳の日々 My So-Called Life (1994-1995) - グラハム・チェイス
- 新アウターリミッツ The Outer Limits (1999) - イアン・マイケルズ
- 5人の女刑事たち ザ・ディヴィジョン The Division (2001)
- そりゃないぜ!? フレイジャー Frasier (2001)
- CSI:科学捜査班 CSI: Crime Scene Investigation (2002) - ロイ・ローガン
- WITHOUT A TRACE/FBI 失踪者を追え! Without a Trace (2003) - バリー・マッシュバーン
- NUMBERS 天才数学者の事件ファイル Numb3rs (2005) - ステファン・アトウッド
- クローザー The Closer (2005) - ヒルトン議員
- ゴースト 天国からのささやき Ghost Whisperer (2005) - スティーブ・ハーパー
- ER緊急救命室 ER (2005) - ガブリエル・ミルナー
- 女捜査官グレイス 天使の保護観察中 Saving Grace (2007-2010)
- プライベート・プラクティス 迷えるオトナたち Private Practice (2007)
- 弁護士イーライのふしぎな日常 Eli Stone (2008)
- LOST Lost (2009) - ダン・ノートン
- 24 -TWENTY FOUR- 24 (2009) - ジョン・ブルナー
- グレイズ・アナトミー 恋の解剖学 Grey's Anatomy (2010)
- LAW & ORDER: 性犯罪特捜班 Law & Order: Special Victims Unit (2011)
- キャッスル ミステリー作家は事件がお好き Castle (2011) - サイモン・キャンベル
- ハウス・オブ・ライズ House of Lies (2012)
- クリミナル・マインド FBI行動分析課 Criminal Minds (2013) - ジョー・マハフェイ巡査部長
- デビアスなメイドたち Devious Maids (2013-2016) - エイドリアン・パウエル
- マイ・ライフ 私をステキに生きた方法 Chasing Life (2014-2015)
- スキャンダル 託された秘密 Scandal (2018)  - マーク最高裁判事
- 殺人を無罪にする方法 How to Get Away with Murder (2018) - マーク最高裁判事